# Sing a love song for me
「Sing a love song for me」（シング・ア・ラブ・ソング・フォー・ミー）は、1997年9月10日に発売された山口由子のCDシングル。発売元はマーキュリー・ミュージックエンタテインメント。規格品番：PHDL-1107。

## 解説
フジテレビ系列月曜9時のテレビドラマ『ビーチボーイズ』の挿入歌を収録。全4曲のうち、M-1・2は英語詞である。
同テレビドラマからは劇伴を収録したサウンドトラック（サントラ）CDが2作発売されており、「Sing a love song for me」は第1弾サントラに、「Walking in the sunshine」は第1弾サントラ・第2弾サントラ共に収録されている。尚、第2弾サントラは本シングルと同日発売。
本シングルに収録されたバージョンは、2曲ともサウンドトラックのものとは異なっている。「Sing a love song for me」では、アレンジはほぼ同じであるがヴォーカルが別テイクになっている。
M-3・4は山口自身による日本語詞で歌われている（サビは英語）。日本語詞のバージョンは本シングルのみの収録である。
シングルのジャケットには山口由子本人が写っておらず、海や夏を思わせる風景画を使用。また、「FROM フジテレビ系TVドラマ「ビーチボーイズ」オリジナル サウンドトラック」と記載されている。

## 収録曲
1. Sing a love song for me（4:20）
  - 作詞: Jim Steele 、作曲・編曲: 武部聡志
  - フジテレビ系ドラマ『ビーチボーイズ』挿入歌
2. Walking in the sunshine（3:23）
  - 作詞: Bill DeMain 、作曲: Yuko Yamaguchi 、編曲: 武部聡志
  - フジテレビ系ドラマ『ビーチボーイズ』挿入歌
3. Sing a love song for me　-Japanese version-（4:19）
  - 作詞: Jim Steele・Yuko Yamaguchi 、作曲・編曲: 武部聡志
4. Walking in the sunshine　-Japanese version-（3:14）
  - 作詞: Bill DeMain・Yuko Yamaguchi 、作曲: Yuko Yamaguchi 、編曲: 武部聡志

## 関連作品
- ビーチボーイズ ORIGINAL SOUNDTRACK
- ビーチボーイズ ORIGINAL SOUNDTRACK II